# Underground (libro)
Underground (título original en inglés: Underground: Tales of Hacking, Madness and Obsession on the Electronic Frontier) es un libro escrito por Suelette Dreyfus y Julian Assange. En su versión inglesa fue publicado por primera vez en 1997. La primera edición en español fue publicada por Seix Barral en 2011. El papel de Julian Assange se circunscribe a labores de investigación y a escribir un epílogo.
La versión inglesa del libro había vendido 10.000 copias en 2010. Sin embargo, fue en 2001, cuando se liberó una copia electrónica en internet cuando superó las 400.000 descargas en dos años. El sitio www.underground-book.net tiene una versión libre del libro en formato electrónico.
El documental In the Realm of the Hackers de 2002, dirigido por Kevin Anderson y centrado sobre la historia de los hackers Phoenix y Electron, fue inspirado por algunos capítulos de este libro.

## Contenido
El libro describe el mundo de los primeros hacktivistas de finales de los ochenta y primeros noventa. Profundiza en las actividades y problemas legales de algunos de ellos centrándose sobre todo en el hacktivismo australiano. Los hackers sobre los que se trata en más profundidad son:
- Par, a.k.a.
- Phoenix, Nom y Electron (grupo 'The Realm')
- Mendax, Prime Suspect y Trax (grupo 'International Subversives'). Se ha considerado que Mendax es el alias que utilizaba el propio Julian Assange.[2]
- Anthrax
- Gandalf y Pad (grupo '8glm')

El libro también menciona otros hackers y grupos de hackers que tuvieron alguna relación con los anteriores. Ejemplos: Craig Bowen, Theorem, Erik Bloodaxe del grupo Legion of Doom, Corrupt del grupo 'Masters of Deception'.
En la edición en español, se añaden capítulos finales en los que se explica como continuaron su vida los hackers principales e intenta explicar la motivación para el hacktivismo en el mundo actual.

## Crítica
Se ha criticado que el libro, al modo de ver de algunos, puede ser interpretado como que justifica o incluso enaltece a los hackers sobre los que trata, los cuales cometieron actividades ilegales y/o reprochables moralmente. Por otro lado también se le ha criticado la excesiva sencillez del lenguaje y el abuso de terminología informática inintelible para no iniciados.